# 楊孟孫
楊孟孫，仇池氐人，在梁武帝天監初年被授以假節、督沙州刺史、陰平王。他在511年去世，南梁追贈他為安沙將軍、北雍州刺史，由其子楊定襲爵。
| 前任： 楊崇祖 | 仇池首領 ？－511年 | 繼任： 楊定 |